# Coming Up (Suede)
Coming Up è il terzo album dei Suede, edito dalla Nude Records il 2 settembre 1996 (8 aprile 1997 negli USA). È stato il primo album della band dopo l'allontanamento del chitarrista Bernard Butler, sostituito da Richard Oakes. Prima dell'uscita del disco, si aggiunse al gruppo anche il tastierista Neil Codling.
L'album fu un imponente successo e cancellò molti dubbi dei fan riguardo alla nuova formazione della band. Si classificò in prima posizione e dall'album furono estratti 5 singoli che entrarono nella top ten.

## Il disco
Il sound di Coming Up è più eccentrico ed accessibile del precedente Dog Man Star (1994). I suoi singoli ebbero molto più successo di quelli del loro secondo album; i testi sono condizionati dal malcontento della band nei confronti della cultura edonista della metà degli anni novanta, ossessionata dalla celebrità; Beautiful Ones e She sono caricature degli yuppie, delle celebrità e delle modelle inglesi mentre The Chemistry Between Us lamenta l'uso di droghe, specialmente tra i giovani. Nel 2000, Q Magazine stilò una classifica dei 100 migliori dischi britannici di tutti i tempi, posizionando Coming Up in novantaseiesima posizione. In accordo con il favorevole consenso delle radio dell'epoca, Coming Up è il disco più conosciuto dei Suede.
I Suede intrapresero un piccolo tour negli Stati Uniti ed in Canada nel maggio del 1997 per sostenere l'uscita del nuovo album, ma la loro attrezzatura fu rubata dopo aver suonato in un concerto da tutto esaurito a Boston, Massachusetts, il 17 maggio. Il gruppo riuscì ad eseguire un'esibizione acustica la notte seguente a Boston e dovettero combattere contro problemi tecnici, causati dall'attrezzatura non adatta, nel loro concerto a Los Angeles, California, il 21 ed il 22 maggio.
Secondo la Nielsen SoundScan, Coming Up ha venduto circa 40000 copie negli Stati Uniti fino al 2008.

## Tracce
- Tutte le tracce sono state scritte da Brett Anderson e Richard Oakes, eccetto dove indicato

1. Trash – 4:06 (testo: Brett Anderson - Richard Oakes)
2. Filmstar – 3:25 (testo: Brett Anderson - Richard Oakes)
3. Lazy – 3:19 (testo: Brett Anderson)
4. By the Sea – 4:15 (testo: Brett Anderson)
5. She – 3:38 (testo: Brett Anderson - Richard Oakes)
6. Beautiful Ones – 3:50 (testo: Brett Anderson - Richard Oakes)
7. Starcrazy – 3:33 (testo: Brett Anderson - Neil Codling)
8. Picnic by the Motorway – 4:45 (testo: Brett Anderson - Richard Oakes)
9. The Chemistry Between Us – 7:04 (testo: Brett Anderson - Neil Codling)
10. Saturday Night – 4:32 (testo: Brett Anderson - Richard Oakes)